# General Viana
General Viana (* 3. Dezember 1913 in Palermo, Montevideo; † 5. November oder 6. November 1958 in Florida) war ein uruguayischer Fußballspieler.

## Karriere

### Verein
Mittelfeldakteur Viana, der auf der Position eines rechten inneren Half eingesetzt wurde, spielte auf Vereinsebene von 1935 bis 1939 für Central in der Primera División. In jenem Jahr wechselte er als erster Uruguayer seit Bestehen des Profifußballs zum argentinischen Klub Boca Juniors. Dort debütierte er am 18. Mai 1939. Sein offizielles Debüt fand allerdings erst in einer Partie am 30. Juli 1939 statt. 1940 wurde er mit dem Klub aus Buenos Aires an der Seite von Ernesto Lazzatti und Arico Suárez Argentinischer Meister. Sein letztes Pflichtspiel bestritt er dort am 3. November 1940. Insgesamt kam er in 36 Begegnungen zum Einsatz und schoss zwei Tore. Im Zeitraum vom 2. Januar 1940 bis zum 22. September 1940 sind zudem 16 absolvierte Freundschaftsspiele (kein Tor) für ihn belegt. Er verließ den Verein schließlich am 12. Februar 1941. Im selben Jahr schloss er sich Club Atlético Atlanta an. Sein Transfer war dabei Teil der Transferentschädigung für den entgegengesetzten Wechsel Lucho Sosas. Bis 1942 weist die Statistik 37 Spiele mit seiner Beteiligung beim Verein aus dem Barrio Villa Crespo aus. Ende 1942 kehrte er nach Uruguay zurück und setzte seine Karriere bei Nacional Montevideo fort. Bei den „Bolsos“ wirkte er in jenem Jahr aber dennoch mindestens beim mit 4:0 gewonnenen Clásico gegen Peñarol aktiv am Gewinn der Uruguayischen Meisterschaft jener Saison mit. 1943 gewann er einen weiteren Meistertitel mit den Montevideanern.

### Nationalmannschaft
Viana war Mitglied der A-Nationalmannschaft Uruguays, für die er zwischen dem 22. Januar 1939 bis zu seinem letzten Einsatz am 18. Juli 1945 zehn Länderspiele absolvierte. Ein Länderspieltor erzielte er nicht. Er gehörte dem Aufgebot Uruguays bei den Südamerikameisterschaften 1939 und 1945 an.

### Erfolge
- Uruguayischer Meister: 1942, 1943

## Tod
Er verstarb schließlich im November 1958 im uruguayischen Florida, als er bei einem dort ausgerichteten Spiel der Altherren-Mannschaft von Nacional einen Herzinfarkt erlitt.